# Борис (Харко)
Епи́скоп Бори́с (укр. Єпископ Борис в миру Влади́мир Ю́рьевич Харко укр. Володимир Юрійович Харко; род. 4 апреля 1979, Буск, Львовская область, Украинская ССР) — архиерей Православной церкви Украины, епископ Херсонский и Каховский (с 2019); учёный-экономист.
Ранее — епископ Украинской автокефальной православной церкви, епископ Херсонский и Николаевский (2015—2018).

## Биография
Родился 4 апреля 1979 года в городе Буске Львовской области в семье служащих. С 1985 года обучался в средней школе. После возрождения в 1990 году Свято-Николаевского братства УАПЦ в Букске принимал участие в его мероприятиях и деятельности.
В 1995 году окончил школу № 1 города Буска с золотой медалью. В 1995—2000 годы учился в Институте международного бизнеса и менеджмента Тернопольской академии народного хозяйства, получил диплом специалиста (с отличием) по специальности «Менеджмент в производственной сфере» и получил квалификацию экономиста-менеджера.
В 1999 году, параллельно учёбе в университете, поступил в Коллегию патриарха Мстислава в Харькове. В 2000 году также поступил в аспирантуру Львовского национального университета имени Ивана Франко. С сентября 2001 по август 2015 года работал преподавателем (ассистент, а с 2009 г. — доцент) кафедры менеджмента этого же университета. С 2000 по 2004 год обучался по программе «катехизация» в вечерней богословской школе катехизаторско-педагогического института Львовской богословской академии УГКЦ. Темой выпускной работы была «Катехиза в литургии Святого Иакова». Там же в 2005—2007 годы учился в магистратуре с специализацией по катехетике. В 2005 и 2009 годы проходил стажировку во Вроцлавском университете (Польша), В 2007 году окончил Коллегию патриарха Мстислава в Харькове, получив квалификацию бакалавра богословия (тема дипломной работы — «Финансовый механизм управления приходом»).
Летом 2002 года по благословению архиепископа Перемышльско-Новосондецкого Адама (Дубца), проживал в Кирилло-Мефодиевском Уйковицком монастыре Польской Православной Церкви.
В 2006—2015 годы был депутатом Буского городского совета и возглавлял постоянную комиссию по вопросам планирования, бюджета и финансов.
С 2007 по 2008 год получил высшее образование по специальности «богословие» в Национальном университете «Острожская академия». Тема выпускной работы — «Управление церковными общинами» («Управління церковними спільнотами»).
С 2009 по 2013 год обучался на факультете международного права и бизнеса Института последипломного образования и довузовской подготовки Львовского национального университета имени Ивана Франко, получил квалификацию юриста-международника. Тема работы — «Международно-правовое регулирование трансграничного сотрудничества Украины и Польши» («Міжнародно-правове регулювання транскордонного співробітництва України та Польщі»).
Работу по экономической специализации получил во Львове — занимал должность менеджера отдела маркетинга Западно-Украинской сахарной компании. Через год после получения высшего образования стал ассистентом кафедры менеджмента Львовского национального университета имени Ивана Франко.
В 2008 году получил степень кандидата экономических наук по специальности экономика и управление национальным хозяйством (тема работы — «Организационно-экономический механизм приграничного сотрудничества»). С 2010 года — заместитель декана экономического факультета по учебно-воспитательной работы, а в 2011 году получил ученое звание доцента кафедры менеджмента. Является автором более 80 учебно-методических и научных работ.
С 2013 по 2015 год был председателем Львовского краевого ставропигиального братства святого апостола Андрея Первозванного и членом редколлегии всеукраинской газеты «Успенська вежа».
19 июля 2015 года был хиротонисан в сан диакона, а 7 августа 2015 года был пострижен в монашество с именем Борис и 9 августа хиротонисан в сан иеромонаха.
13 августа 2015 года, решением патриаршего Совета и Архиерейского Собора УАПЦ был избран епископом Херсонским и Николаевским. 14 августа возведён в достоинство игумена, а 16 августа — в достоинство архимандрита.
22 августа 2015 года в Успенской церкви Львова был наречён во епископа, а 23 августа в Успенской церкви села Чишки был хиротонисан во епископа Херсонского и Николаевского. Хиротонию совершили: митрополит Макарий (Малетич), архиепископ Тернопольский Мстислав (Гук) и епископ Виктор (Бедь).
13 декабря 2019 года в селе Чернобаевка Херсонской области, управляя автомобилем Peugeot Expert, сбил человека на пешеходном переходе.

## Публикации
- Сутність виробничої стратегії підприємства як основи проектування операційної стратегії / В. Харко, В. Музика // Формування ринкової економіки в Україні. — Випуск 26. — Частина 2. — Львів : ЛНУ імені І. Франка, 2012. — С. 359—363;
- Управління діяльністю організації на міжнародному ринку послуг / В. Харко, П. Строгуш // Формування ринкової економіки в Україні. — Випуск 28. — Львів: : ЛНУ імені Івана Франка, 2012. — С. 168—172
- Проблеми та перспективи українських міжнародних автомобільних перевезень / В. Ю. Харко, І. В. Костюк // Вісник Чернівецького торговельно-економічного інституту. Економічні науки. — Чернівці-Луцьк : ЧТЕІ КНТЕУ, 2011. — Випуск ІІ (42). — Ч. 2; Т. 1. — С. 498—506;
- Навчально-методичні поради з вивчення дисципліни «Операційний менеджмент» для студентів (напрям підготовки «Менеджмент») / В. Ю. Харко, Б. М. Максимів. — Львів : ЛНУ імені І. Франка, 2012. — 112 с.
- Публічне адміністрування: питання і відповіді : Посібник для самостійної підготовки студентів заочної форми навчання спеціальності «Менеджмент організацій і адміністрування» / Харко В. Ю. — Львів: Малий видавничий центр економічного факультету ЛНУ імені І. Франка, 2013. — 80 с.